# درآمد مالیاتی
درآمد مالیاتی (به انگلیسی:Tax revenue) درآمدی است که توسط دولت‌ها از طریق مالیات جمع‌آوری می‌شود. مالیات منبع اصلی درآمد دولت در بسیاری از کشورها می‌باشد. درآمد ممکن است از منابعی مانند افراد، شرکت‌های دولتی، تجارت، بهره مالکانه منابع طبیعی و/یا کمک‌های خارجی استخراج شود. جمع‌آوری ناکارآمد مالیات در کشورهایی که دارای فقر، بخش کشاورزی بزرگ و کمک‌های خارجی زیاد هستند بیشتر است.
همان‌طور که انواع مختلف مالیات وجود دارد، شکل وصول درآمد مالیاتی نیز متفاوت است. علاوه بر این، سازمانی که مالیات را جمع‌آوری می‌کند ممکن است بخشی از دولت مرکزی نباشد، اما ممکن است شخص ثالثی باشد که مجوز جمع‌آوری مالیات و استفاده از آن را دارد. به عنوان مثال، در بریتانیا، آژانس صدور گواهینامه رانندگی و خودرو (DVLA) افزوده‌مالیاتی خودرو را جمع‌آوری می‌کند، که سپس به خزانه اعلیحضرت منتقل می‌شود.
مالیات یک وظیفه کلیدی در هر کشوری است زیرا میزان ظرفیت و میزان پاسخگویی دولت‌ها را ارتقا می‌بخشد. چارلز تیلی مالیات را شکلی از استخراج می‌داند که به دولت اجازه می‌دهد وظایف اصلی خود را از جمله سیاست‌های عمومی (آموزش، زیرساخت‌ها، مراقبت‌های بهداشتی)، ایالت سازی و حفاظت را اجرا کند. در اروپای غربی و زمانی که کشورها برای بقای خود نیاز به تأمین مالی جنگ‌هایشان داشتند، مالیات ضروری شد. این مدل اروپایی بعداً به سراسر جهان صادر شد. امروزه از سطح مالیات به عنوان شاخصی برای تشخیص ظرفیت یک دولت استفاده می‌شود. کشورهای توسعه یافته مالیات بیشتری را از شهرونداشنان می‌گیرند و بنابراین می‌توانند خدمات بهتری ارائه دهند. در عین حال، مالیات بالا آنها را وادار می‌کند تا در برابر شهروندان خود پاسخگو باشند و این امر دموکراسی را تقویت می‌کند.